# Џонсон Крик (Висконсин)
Џонсон Крик (енгл. Johnson Creek) град је у америчкој савезној држави Висконсин.

## Демографија
По попису из 2010. године број становника је 2.738, што је 1.157 (73,2%) становника више него 2000. године.
| Група             | 2000.         | 2010.         |
| Белци             | 1.488 (94,1%) | 2.440 (89,1%) |
| Афроамериканци    | 3 (0,2%)      | 25 (0,9%)     |
| Азијати           | 4 (0,3%)      | 32 (1,2%)     |
| Хиспаноамериканци | 63 (4,0%)     | 204 (7,5%)    |
| Укупно            | 1.581         | 2.738         |